# Bruntál
Bruntál (en allemand : Freudenthal) est une ville de la région de Moravie-Silésie, en Tchéquie, et le chef-lieu du district de Bruntál. Sa population s'élevait à 15 244 habitants en 2024.

## Géographie
Bruntál se trouve à 47 km au nord-nord-est d'Olomouc, à 61 km à l'ouest-nord-ouest d'Ostrava et à 217 km à l'est de Prague.
La commune est limitée par Široká Niva au nord, par Oborná, Milotice nad Opavou et Dlouhá Stráň à l'est, par Mezina et Moravskoslezský Kočov au sud, et par Staré Město à l'ouest. Le quartier de Karlovec forme une exclave limitée par Mezina au nord, par Razová à l'est, par Roudno au sud et par Nová Pláň à l'ouest ; il est baigné au nord et à l'est par le réservoir de Slezská Harta sur la Moravice.

## Histoire
La première mention écrite de Bruntál date de 1223 et se trouve dans la charte de fondation du bourg d'Uničov par le roi Otakar Ier Přemysl ; elle précise que Bruntál a obtenu les droits de Magdebourg dix ans auparavant, ces droits sont un ensemble remarquable de lois concernant les cités dans le Saint-Empire au Moyen Âge. Ceci prouve l'importance de la ville à cette époque où l'on venait de découvrir du minerai. La ville devint un centre local d'artisanat et de commerce. Outre le fait de disposer du droit de Magdebourg, Bruntál est la plus haute cour d'appel de Moravie, dépassant alors Olomouc et ce jusqu'en 1352. L'exploitation minière de métaux précieux eut une grande importance dans l'essor de la ville.

### Blason
Les armes de la ville reflètent cette importance. Elles datent de 1287 et représentent un mineur avec pic et marteau prêt au travail dans la mine sur sa gauche.

### Seigneurs de Bruntál
À l'origine, Bruntál appartient aux domaines des margraves de Moravie, mais elle devient en 1269 partiellement la possession des ducs d'Opava puis totalement en 1318. Entre 1385 et 1467 (1473), Bruntál est progressivement hypothéquée puis vendue et au bout du compte, les seigneurs de Vrbno l'intégrent à leurs domaines.
Le premier représentant de la Maison de Vrbno fut Jean de Vrbno (Jan z Vrbna). Comme ses héritiers n'avaient pas atteint leur majorité au moment de la mort de leur père, la princesse Barbara d'Opava, Ratiboř et Krnov leur accorda le domaine de Bruntál en 1506 à la condition de conclure une alliance étroite avec la Principauté de Krnov (Jägerndorf). Mais les seigneurs de Vrbno préféraient des liens avec la duché d'Opava et en 1523 ils réussirent à obtenir l'accord de Louis II de Hongrie, roi de Bohême, qui garantit l'intégration du domaine de Bruntál au duché d'Opava (Troppau). Le détenteur le plus important de domaine de Bruntal fut Hynek de Vrbno l'aîné, qui régna de 1582 à 1596, et que respectaient les empereurs Ferdinand Ier (1526-1564), Maximilien II (1564-1576) et Rodolphe II (1576-1612). Hynek de Vrbno dit le jeune, régna de 1613 à 1614.
L'exploitation minière intensive favorisée par les seigneurs de Vrbno amena à la fondation de plusieurs villes dans les environs (par exemple Andělská Hora vers 1550, Vrbno pod Pradědem en 1611). Par ailleurs, diverses industries naquirent à cette époque (par exemple des forges à Suchá Rudná en 1405 et à Mezina en 1567, sept scieries par moulins en 1579). En mai 1617, Bruntál est reçue en héritage par le dernier seigneur de Vrbno, Jean IV de Vrbno. Dans le cadre de la révolte des États de Bohême, qui oppose les nobles (largement protestants) tchèques au pouvoir impérial (catholique), qui conduit à la défenestration de Prague et met le feu aux poudres dans l'Europe divisée religieusement, provoquant la guerre de Trente Ans, Jean IV de Vrbno est un allié de Frédéric V du Palatinat et après la défaite des armées protestantes à la bataille de la Montagne Blanche, il subit comme les autres nobles tchèques protestant l'ire impériale et se voit dépossédé de tous ses biens. Ferdinand II du Saint-Empire attribue alors Bruntál à son frère Charles (1590-1624), évêque de Breslau et de Brixen, grand-maître de l'ordre Teutonique.

### Propriété des Chevaliers teutoniques
Dès lors et jusqu'en 1946, le domaine de Bruntál est possession de l'ordre Teutonique, sous l'administration directe du Grand maître qui y établit une lieutenance en 1625. La guerre de Trente Ans nuisit beaucoup à la ville et après le conflit, elle ne retrouva jamais son importance d'autrefois. Au XVIIIe siècle bien des désastres l'éprouvèrent (par exemple la peste en 1714 et 1739, de grands incendies en 1748 et 1764). Néanmoins de nouveaux bâtiments baroques furent construits en grand nombre pendant cette période qui connut d'autres progrès, un nouveau bureau de poste fut établi en 1748. On note au XIXe siècle un développement industriel et, en ce qui concerne l'industrie textile, Bruntál fut une des villes de Silésie les plus actives. En 1885, un hôpital public fut ouvert, le premier en Silésie tchèque. De plus, un grand nombre de nouveaux collèges furent créés pendant la deuxième moitié du XIXe siècle. Au cours de la guerre austro-prussienne de 1866, Bruntal fut occupé par l'armée prussienne et le château de Bruntal servit d'hôpital militaire.
La ville, dans cette région des Sudètes, est en majorité allemande et le rattachement à la Tchécoslovaquie en 1918, confirmé par le Traité de Saint-Germain-en-Laye, y provoque une révolte en décembre 1918, réprimée par l'armée tchécoslovaque.
Entre 1919 et 1924, les possessions de l'ordre Teutonique furent placées sous le contrôle de l'État. Pendant la Première République tchécoslovaque, une nette majorité de la population de Bruntál était allemande et on y trouvait très peu de Tchèques. Le nationalisme allemand y trouva beaucoup de sympathisants. Les tensions nationalistes provoquèrent une émeute en septembre 1938 et la population accueillit positivement les résultats des accords de Munich qui les rattachèrent au Reich.

### Départ des Allemands
L'Armée rouge entra à Bruntál le 7 mai 1945. En 1946, les possessions de l'ordre Teutonique furent nationalisées conformément aux décrets Beneš, qui provoquèrent également l'expulsion de la population « allemande ».

## Population
Recensements ou estimations de la population de la commune dans ses limites actuelles :
| 1869* | 1880* | 1890* | 1900* | 1910* | 1921* |
| ----- | ----- | ----- | ----- | ----- | ----- |
| 6 848 | 7 895 | 8 117 | 8 060 | 8 443 | 8 597 |

| 1930* | 1950* | 1961* | 1970* | 1980*  | 1991*  |
| ----- | ----- | ----- | ----- | ------ | ------ |
| 9 905 | 7 623 | 8 239 | 9 686 | 14 029 | 16 800 |

| 2001*  | 2011*  | 2015   | 2016   | 2017   | 2018   |
| ------ | ------ | ------ | ------ | ------ | ------ |
| 17 627 | 16 625 | 16 784 | 16 654 | 16 583 | 16 495 |

| 2019   | 2020   | 2021*  | 2022   | 2023   | 2024   |
| ------ | ------ | ------ | ------ | ------ | ------ |
| 16 408 | 16 138 | 14 936 | 15 523 | 15 415 | 15 244 |

## Administration
La commune se compose de trois sections :
- Bruntál
- Karlovec
- Kunov

## Transports
Par la route, Bruntál se trouve à 37 km d'Opava, à 78 km d'Ostrava et à 286 km de Prague.

## Patrimoine
- Musée[9].

## Personnalités
- Hana Machová (née en 1979), joueuse de basket-ball
- Iva Bittová (née en 1958), actrice, chanteuse et violoniste

## Jumelages
La ville de Bruntál est jumelée avec :
- Büdingen (Allemagne)
- Castellarano (Italie)
- Opole (Pologne)
- Plungė (Lituanie)
- Štúrovo (Slovaquie)

## Sources
- (en) Cet article est partiellement ou en totalité issu de l’article de Wikipédia en anglais intitulé « Bruntál » (voir la liste des auteurs).